# 寺倉毅
寺倉 毅は、日本の英語講師、ビジネス英語トレーナー。株式会社Actively代表。通称「テッド寺倉」。

## 概要
日系メーカーのオランダ駐在員や外資系企業への勤務を経験し、語学研修の道へとすすんだ。
現在は企業研修講師としてTOEIC対策の講習会をおこなっている。